# Projektive Mannigfaltigkeit
In der Mathematik lassen sich projektive Mannigfaltigkeiten lokal durch projektive Koordinaten beschreiben. Zu den projektiven Mannigfaltigkeiten gehören unter anderem flache Mannigfaltigkeiten und hyperbolische Mannigfaltigkeiten und zahlreiche weitere in Differentialgeometrie und Topologie vorkommende Beispiele.

## Definition
Der projektive Raum {\displaystyle \mathbb {R} P^{n}} ist der Raum der 1-dimensionalen Untervektorräume des {\displaystyle \mathbb {R} ^{n+1}}. Die projektive lineare Gruppe {\displaystyle PGL(n+1,\mathbb {R} )} wirkt als Gruppe der invertierbaren projektiven Abbildungen auf {\displaystyle \mathbb {R} P^{n}}.
Eine projektive Struktur auf einer Mannigfaltigkeit ist ein Atlas mit Karten-Abbildungen in den projektiven Raum und projektiven Abbildungen als Kartenübergängen.
Genauer: Die n-dimensionale Mannigfaltigkeit {\displaystyle M} hat eine offene Überdeckung {\displaystyle M=\cup _{i\in I}U_{i}} mit Homöomorphismen
{\displaystyle \phi _{i}:U_{i}\rightarrow V_{i}\subset \mathbb {R} P^{n}},
so dass für alle {\displaystyle i,j\in I}
{\displaystyle \phi _{i}\phi _{j}^{-1}:\phi _{j}(U_{i}\cap U_{j})\rightarrow \phi _{i}(U_{i}\cap U_{j})}
die Einschränkung einer Abbildung aus {\displaystyle PGL(n+1,\mathbb {R} )} ist.
Analog kann man komplex projektive Mannigfaltigkeiten definieren, hier gehen die Kartenabbildungen in den komplex-projektiven Raum {\displaystyle \mathbb {C} P^{n}} und die Kartenübergänge sind Einschränkungen von Abbildungen in {\displaystyle PGL(n+1,\mathbb {C} )}.

## Konvex projektive Mannigfaltigkeiten
Eine projektive Mannigfaltigkeit heißt konvex projektiv, wenn sie von der Form {\displaystyle M=\Gamma \backslash \Omega } für eine konvexe Teilmenge {\displaystyle \Omega \in \mathbb {R} P^{n}} und eine diskrete Untergruppe {\displaystyle \Gamma \subset PGL(n+1,\mathbb {R} )} ist.

## Beispiele

### Hyperbolische Mannigfaltigkeiten
Hyperbolische Mannigfaltigkeiten sind konvex projektiv: das Beltrami-Klein-Modell des hyperbolischen Raumes ist eine konvexe Teilmenge des projektiven Raumes, seine Isometriegruppe ist {\displaystyle PSO(n,1)\subset PGL(n+1,\mathbb {R} )}.

### Flache Mannigfaltigkeiten
Flache Mannigfaltigkeiten sind konvex projektiv: der euklidische Raum ist eine konvexe Teilmenge des projektiven Raumes, seine Isometriegruppe ist eine Untergruppe von {\displaystyle PGL(n+1,\mathbb {R} )}.

## 2-dimensionale projektive Mannigfaltigkeiten

### Reell projektive Strukturen
Reell projektive Strukturen auf Flächen wurden von Choi und Goldman klassifiziert. Der Raum der Äquivalenzklassen reell projektiver Strukturen auf einer geschlossenen orientierbaren Fläche {\displaystyle \Sigma _{g}} vom Geschlecht g ist eine abzählbare Vereinigung (16g-16)-dimensionaler offener Zellen.
Der Modulraum der konvex projektiven Strukturen ist eine Zusammenhangskomponente – die Hitchin-Komponente – in der Darstellungsvarietät {\displaystyle Hom(\pi _{1}\Sigma _{g},PGL(3,\mathbb {R} ))} der Flächengruppe {\displaystyle \pi _{1}\Sigma _{g}}.

### Komplex projektive Strukturen
Alle komplex projektiven Strukturen auf Flächen lassen sich durch „Grafting“ entlang gemessener Laminierungen aus hyperbolischen Strukturen konstruieren.

## 3-dimensionale projektive Mannigfaltigkeiten
Satz: Sei {\displaystyle M} eine 3-Mannigfaltigkeit mit einer der 8 Thurston-Geometrien. Dann ist {\displaystyle M} entweder eine nicht-orientierbare Seifert-Faserung (und es gibt eine 2-fache Überlagerung mit einer reell projektiven Struktur) oder die Mannigfaltigkeit besitzt eine eindeutige, der Thurston-Geometrie zugrundeliegende, reell projektive Struktur.
Dieser Satz folgt aus der Darstellbarkeit der Thurston-Geometrien {\displaystyle (X,G)} in {\displaystyle (\mathbb {R} P^{3},PGL(4,\mathbb {R} ))} mit der Ausnahme, dass im Fall der Produkt-Geometrien {\displaystyle S^{2}\times \mathbb {R} } und {\displaystyle H^{2}\times \mathbb {R} } die Gruppe {\displaystyle G=Isom(X)} durch die Gruppe {\displaystyle Isom^{+}(X)} der orientierungserhaltenden Isometrien ersetzt werden muss, die eine Untergruppe vom Index 2 ist.
Im Fall nicht-orientierbarer Seifert-Faserungen gibt es reell projektive Strukturen, die nicht von einer projektiven Darstellung ihrer Thurston-Geometrie kommen (Guichard-Wienhard). Es gibt reell projektive Strukturen auch auf nicht-geometrischen 3-Mannigfaltigkeiten (Benoist), andererseits kann die zusammenhängende Summe {\displaystyle \mathbb {R} P^{3}\sharp \mathbb {R} P^{3}} keine reell projektive Struktur haben (Cooper-Goldman).